# Economía de Hungría
Hungría, al entrar a la Unión Europea esperaba modernizar su agricultura, estabilizar su economía y asegurarla en las crisis, modernizar y ampliar sus infraestructuras y recibir ayudas económicas para el desarrollo de sus regiones. Así como otras economías de la Europa del Este, hizo una transición de una economía centralizada y planificada a una economía de mercado en los años 1990. Hoy el sector privado responde del 80% del producto interno bruto del país. Las inversiones y la posesión de empresas húngaras por extranjeros acumulan más de 60 mil millones de dólares desde 1989. Las medidas de austeridad propuestas por el FMI redujeron el déficit presupuestario de más del 9% en 2006 al 3,3% del PIB en 2008.
Algunos expertos dicen que en conjunto, los 10 socios del este serán igual de ricos que los del oeste en 2050.[cita requerida]

## Datos históricos
La economía húngara antes de la Segunda Guerra Mundial estaba orientada principalmente hacia agricultura y fabricación a pequeña escala. La ubicación estratégica de Hungría en Europa y su carencia relativa de recursos naturales también han dictado una confianza tradicional en el comercio exterior. A principios de los años 1950, el gobierno comunista obligó la industrialización rápida después del modelo Estalinista estándar en un esfuerzo a animar una economía más autosuficiente. La actividad económica fue conducida por empresas nacionales o cooperativas y granjas estatales. En 1968, la autosuficiencia estalinista fue sustituida por "el Nuevo Mecanismo Económico," que volvió a abrir Hungría al comercio exterior, dio libertad limitada a los funcionamientos del mercado, y permitió que un número limitado de pequeños negocios funcionara en el sector de servicios.
Aunque Hungría disfrutara de una de las economías más liberales y económicamente avanzadas del antiguo Bloque oriental, tanto a agricultura como a industria comenzaron a sufrir de una carencia de inversión en los años 1970, y la deuda externa neta de Hungría se elevó considerablemente. — de mil millones de dólares.
El gobierno Antall de 1990-94 comenzó reformas de mercado con medidas de liberación de precios y comerciales, un régimen fiscal renovado, y un sistema bancario basado en el naciente mercado. Hacia 1994, sin embargo, los gastos excesivos del gobierno y las privatizaciones dudosas se habían hecho claramente visibles. Cortes en subvenciones al consumidor condujeron a aumentos de los precios de alimentos, medicamentos, servicios de transporte, y energía.[cita requerida] La reducción de exportaciones al antiguo bloque soviético y la disminución de la salida industrial contribuyeron a una disminución aguda del PIB. El paro se elevó rápidamente — a aproximadamente el 12 % en 1993. La carga de deuda extern, uno de los más altas en Europa, alcanzó el 250 % de ganancias de exportación anuales, mientras el presupuesto y los déficits de cuenta corrientes se acercaron al 10 % del PIB. En marzo de 1995, el gobierno del primer ministro Gyula Horn puso en práctica un programa de austeridad, conectado con la privatización agresiva de empresas nacionales y un régimen crudo de cambio que promueve exportación, reducir el endeudamiento, cortar el déficit de cuenta corriente, y encoger el gasto público. Hacia el final de 1997 el déficit de sector público consolidado disminuido al 4.6 % del PIB — con gastos de sector público que se caen del 62 % del PIB a debajo de 50 déficit de cuenta corriente %—the fue reducido al 2 % del PIB, y la deuda(renta) pública fue pagada a cuenta al 94 % de ganancias de exportación anuales[cita requerida].
En 1995 la moneda húngara, el Forint (HUF), se hizo convertible con todas las transacciones de cuenta corrientes, y subsecuente al ingreso de OCDE en 1996, para casi todas las transacciones de cuenta patrimonial también. Desde 1995, Hungría ha fijado el forint contra una cesta de divisas (en que el dólar es el 30 %), y el precio central contra la cesta es devaluado en un precio preanunciado, actualmente puesto en el 0,8 % por mes. El programa de privatización del gobierno se terminó en la lista en 1998: El 80 % del PIB es producido ahora por el sector privado, y los inversores extranjeros controlan el 70 % de instituciones financieras, el 66 % de la industria, el 90 % de telecomunicaciones, y el 50 % del sector comercial[cita requerida].
Después de que el PIB de Hungría cayó aproximadamente el 18 % entre 1990 y 1993 y creció solo el 1 el %-1.5 % hasta 1996, la interpretación de exportación fuerte ha propulsado el crecimiento de PIB al 4,4 % en 1997, con otros indicadores macroeconómicos que de manera similar mejoran. Estos éxitos permitieron que el gobierno se concentrara en 1996 y 1997 en reformas estructurales principales como la creación de un sistema de pensiones totalmente financiado, reforma de la enseñanza superior, y la creación de una tesorería nacional. Los desafíos económicos restantes incluyen déficits fiscales que reducen e inflación (esperó caerse al 13 % hacia el final de 1998), manteniendo equilibrios externos estables y completando reformas estructurales del régimen fiscal, asistencia médica, y financiación de administración municipal. Hungría entró en la OTAN en 1999 y en la Unión Europea en el 2004.
Antes del cambio de régimen en 1989, el 65 % del comercio de Hungría era con países del bloque del Comecon. Hacia finales de 1997, Hungría había cambiado la mayor parte de su comercio a Occidente. El comercio con otros países de la Unión Europea y la OCDE ahora comprende más del 70 % y el 80 % del total, respectivamente. Alemania es el socio de comercio más importante de Hungría. Estados Unidos se ha convertido en el sextomercado de exportación más grande de Hungría, mientras Hungría es clasificada como el 72 mercado de exportación más grande para los Estados Unidos. El comercio bilateral entre los dos países aumentó el 46 % en 1997 a más de 1 mil millones de dólares. Estados Unidos le ha extendido a Hungría membresía a una clasificación de estado más favorecida, el Sistema Generalizado de Preferencias, seguro de Corporación de Inversión en el Extranjero Privado, y acceso al Banco de Exportación - importación[cita requerida].
Con aproximadamente 18 mil millones de dólares de inversión directa extranjera (FDI) desde 1989, Hungría ha atraído más de un tercio de todas las inversiones en Europa central y del Este, incluso la antigua Unión Soviética. De este, aproximadamente 6 mil millones de dólares vinieron de compañías estadounidenses. El capital extranjero es atraído por incentivos de trabajo, fiscales expertos y relativamente baratos, infraestructura moderna, y un sistema de telecomunicaciones muy bueno[cita requerida].
Hungría tiene tres millones de pensionistas, que reciben de parte del gobierno cheques y otros servicios especiales. Los húngaros se jubila de media a los 58 años.[cita requerida] La cuenta anual de pensiones ahora supera el 10% de PIB. El gobierno colocó bonos para financiar esos gastos. En octubre, sin embargo, los inversores dejaron de comprarlos. El Fondo Monetario Internacional proveyó un rescate de emergencia para que Hungría pudiera pagar sus cuentas, pero muchos inversores internacionales huyeron del país, derribando el florín y ensombreciendo el panorama económico. Las pensiones son una carga onerosa para las arcas del país. Los empleadores y una fuerza laboral de cuatro millones de personas aportan al programa de pensiones, pero sus contribuciones no cubren todos los beneficios que el gobierno otorga. El Estado cubre la diferencia. Los hombres alcanzan la edad para jubilar a los 62 años, pero pueden retirarse antes si cumplen 40 años de servicio, lo que les da poco incentivo para que continúen trabajando. También hay una infinidad de formas, dicen los críticos, para que los empleados se jubilen incluso antes.
En 2018, una polémica reforma laboral del primer ministro Viktor Orbán ha provocado numerosas protestas en Budapest que han sido reprimidas por la Policía. Conocida como la “ley de esclavitud” propone aumentar de 250 a 400 el número de horas extras al año. Además, obliga a trabajar seis días por semana y le permite al empleador posponer el pago hasta 36 meses del trabajo adicional.

## Comercio exterior
En 2020, el país fue el 34 ° exportador más grande del mundo (US $ 121,9 millones en bienes, 0,7% del total mundial). En la suma de bienes y servicios exportados, alcanza los 134,1 mil millones de dólares y ocupa el puesto 33 a nivel mundial. Sobre las importaciones, en 2019, fue el 32.º mayor importador del mundo: U$ 115.500 millones.

## Sector primario

### Agricultura
Hungría tiene unas condiciones agro-climáticas muy favorables, el 63% de la superficie total del país es cultivable (unas 5,8 millones de hectáreas).
Tras la entrada en la UE se negoció la prohibición del acceso libre de no residentes a la propiedad de tierras agrícolas durante un período transitorio de 7 años desde el 1 de mayo de 2004 (ampliable a otros 3 más). Evitando la capitalización del sector, y pérdida de su competitividad. A pesar de esto, aproximadamente el 81% de tierra productiva está ya en manos privadas.[cita requerida]
El ingreso en la UE en 2004 no solo acabó con las barreras proteccionistas aduaneras contra las importaciones de productos de otros países miembros, sino que la política agraria común (PAC) hizo reorganizar el sistema de subvenciones (con la pérdida de éstas, por ejemplo para la carne de cerdo y de ave).
Producción
- Avena 3.904.000 t
- Cebada 1.103.000 t
- Maíz 6.000.000 t
- Trigo 9.026.000 t
- Remolacha azucarera 2.150.000 t
- Tabaco 10.000 t
- Patatas 850.000 t
- Colza 206.000 t
- Ganado bovino 783.000 cabezas
- Ganado ovino 1.136.000 cabezas
- Ganado porcino 4.822.000 cabezas
- Ganado equino 78.000 cabezas
- Aves de corral 40.643.000 cabezas
- Pesca 20.000.000 t
- Madera 5.811.000 m³

Hungría produjo en 2018:

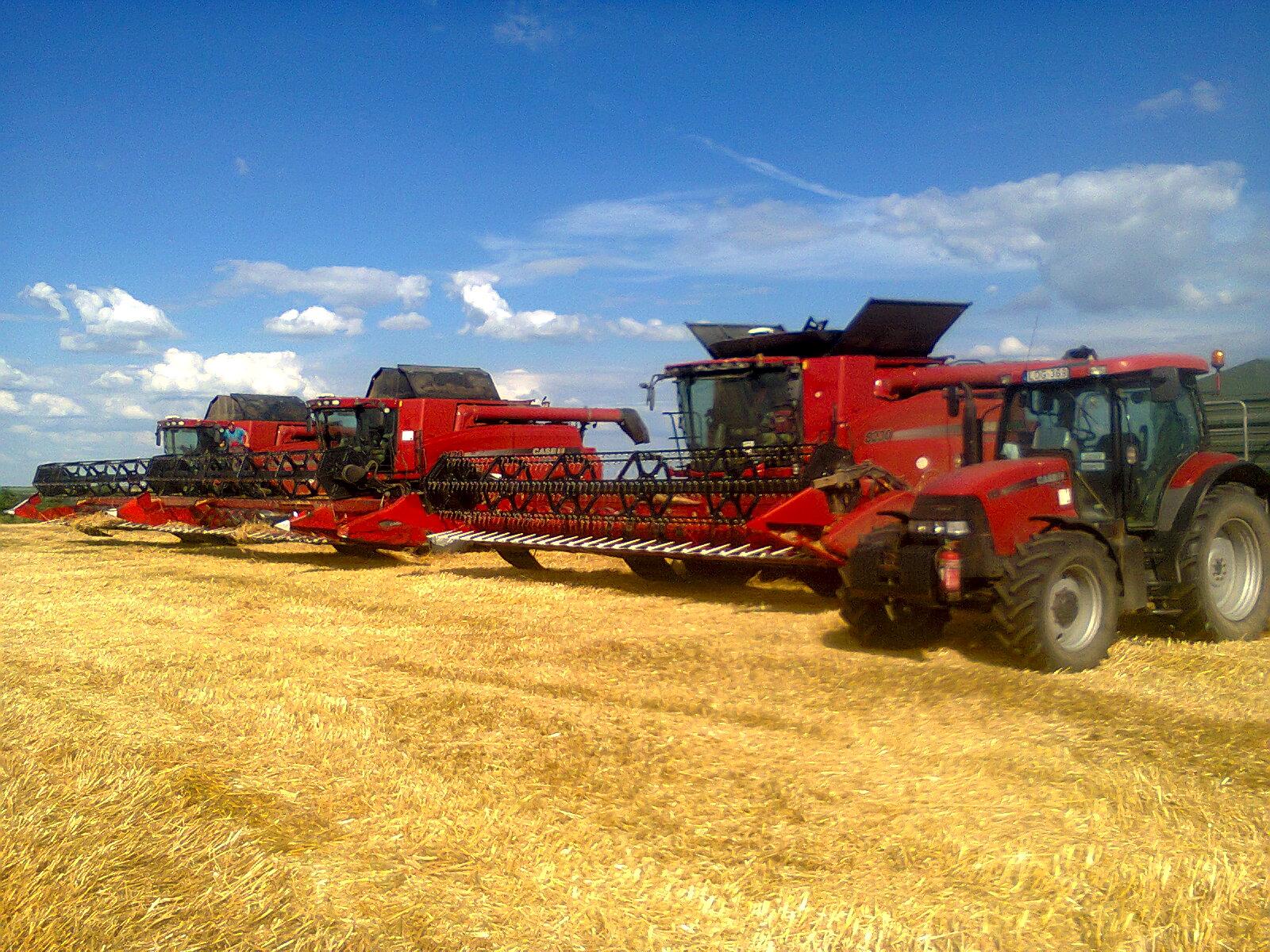
Cosecha de trigo en Ráckeresztúr, Fejér.

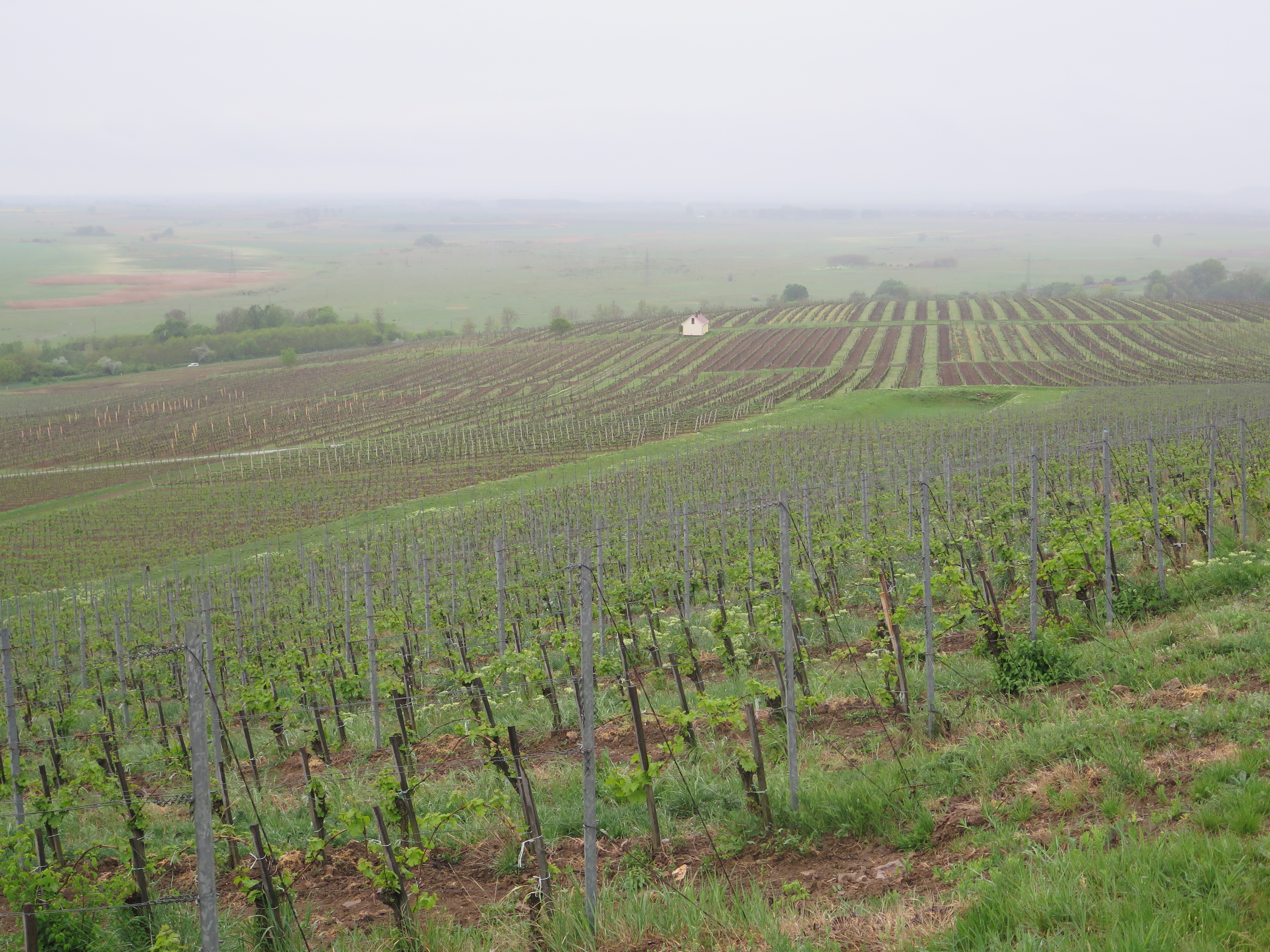
Viñedo en Tarcal, Borsod-Abaúj-Zemplén.

- 7,9 millones de toneladas de maíz (el 15.º productor mundial);
- 5,2 millones de toneladas de trigo;
- 1,8 millones de toneladas de girasol (octavo productor mundial);
- 1,1 millones de toneladas de cebada;
- 1 millón de toneladas de colza (el 14.º productor mundial);
- 941 mil toneladas de remolacha azucarera, que se utiliza para producir azúcar y etanol;
- 674 mil toneladas de manzana;
- 539 mil toneladas de uva;
- 330 mil toneladas de patata;
- 330 mil toneladas de triticale;
- 211 mil toneladas de tomates;
- 181 mil toneladas de soja;
- 178 mil toneladas de sandía;
- 88 mil toneladas de centeno;
- 83 mil toneladas de cereza;
- 59 mil toneladas de avena;
- 46 mil toneladas de ciruela;
- 26 mil toneladas de hongo y trufa;
- 25 mil toneladas de pera;
- 24 mil toneladas de melocotón;
- 14 mil toneladas de albaricoque;

Además de producciones más pequeñas de otros productos agrícolas.

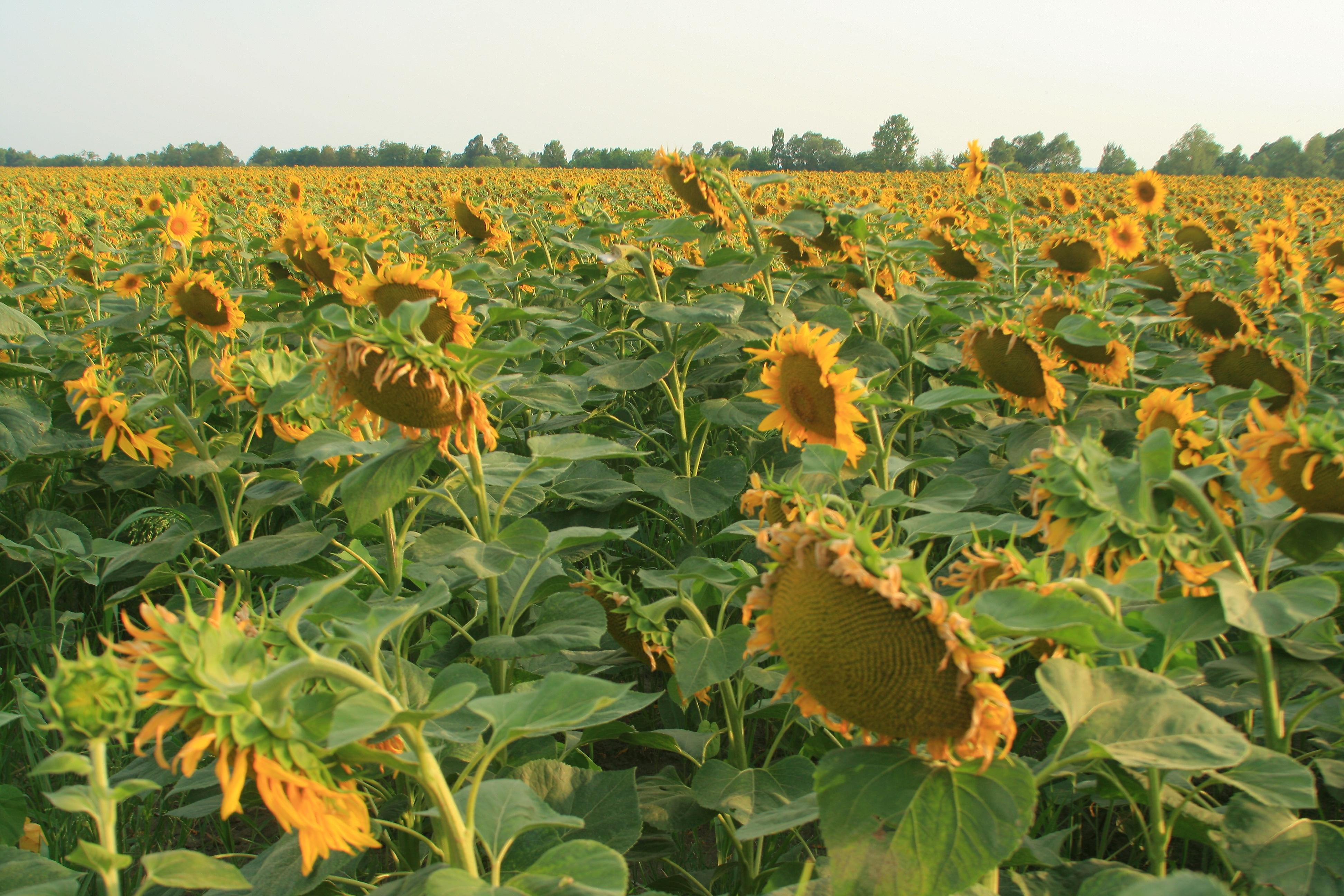
Girasol en Balatonmagyaród, Zala
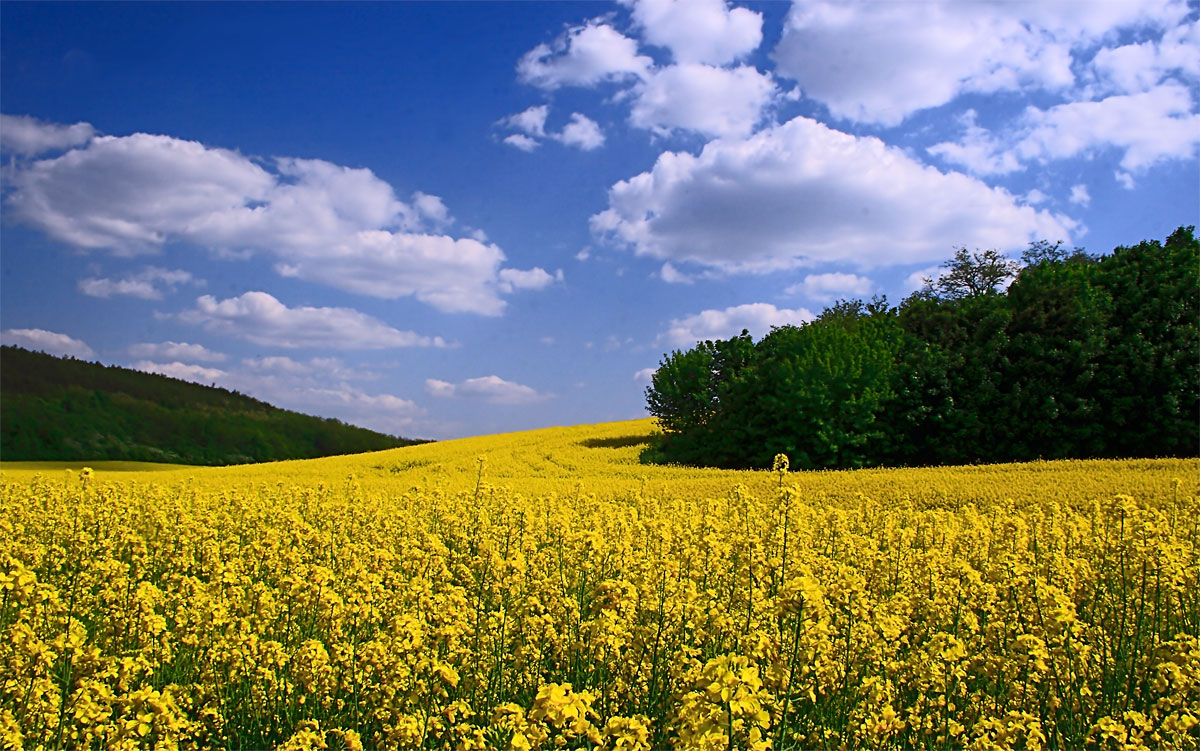
Colza en Ráckeresztúr, Fejér
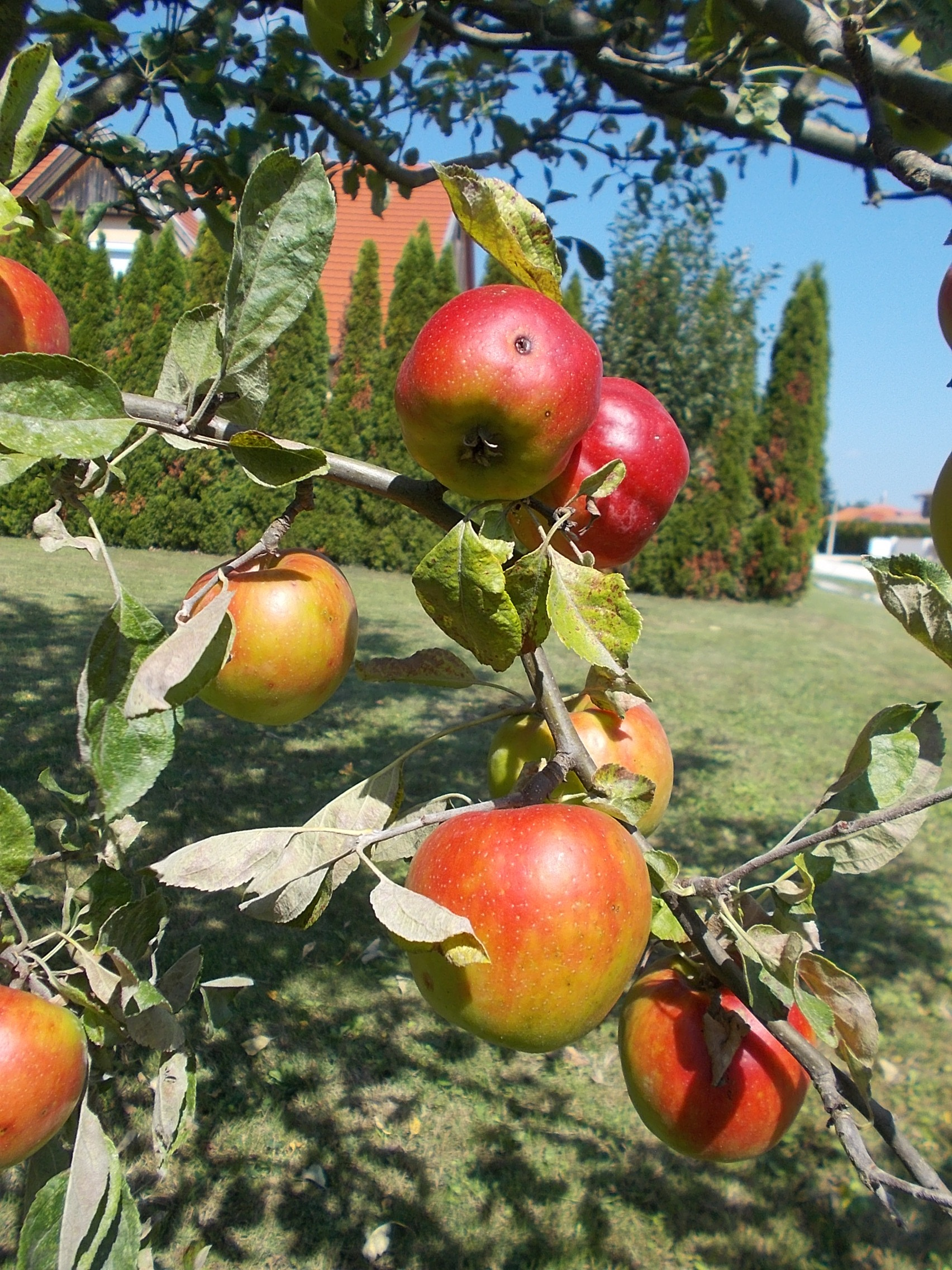
Árbol de manzana en Marcali, Somogy
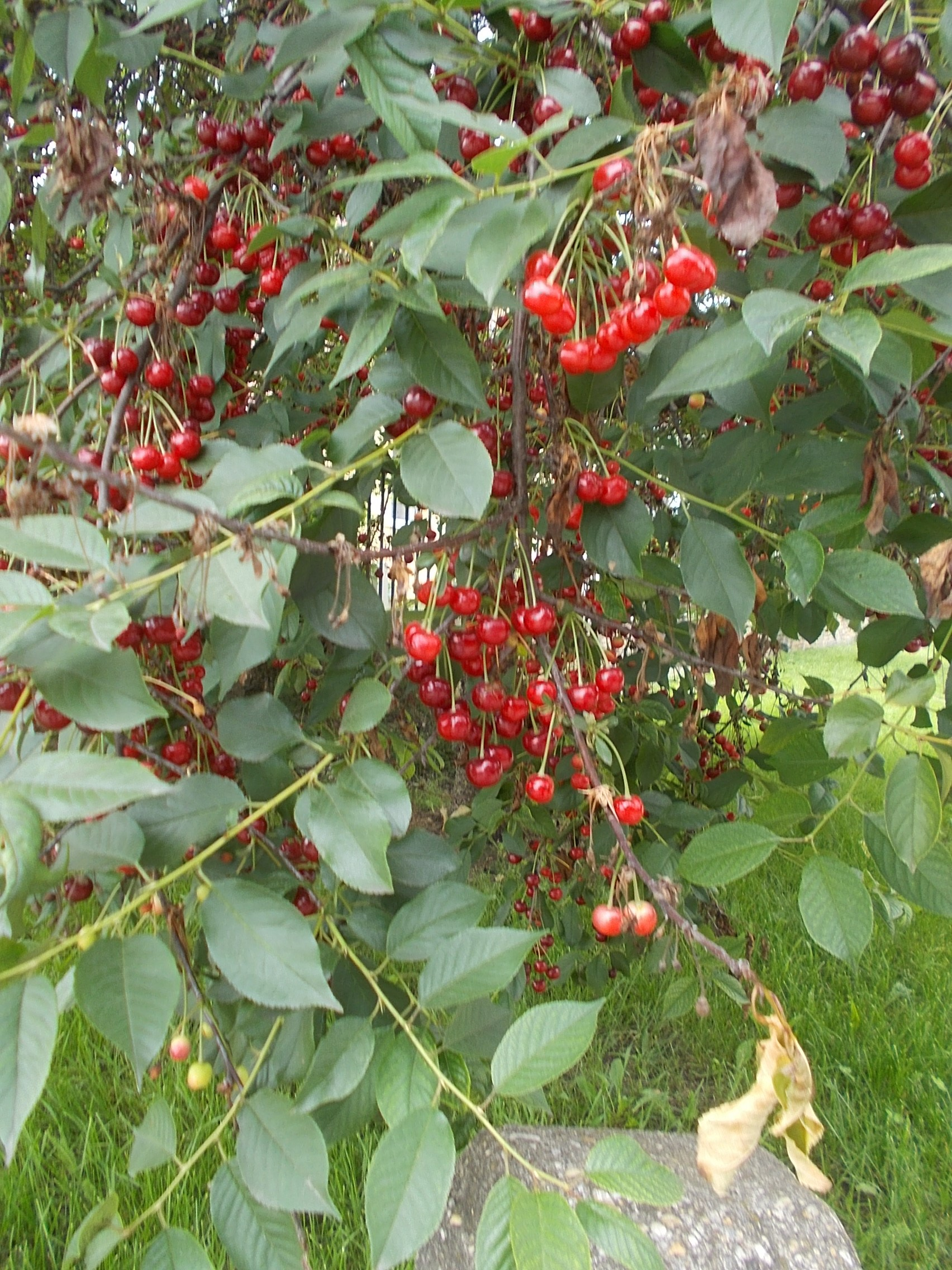
Cereza en Göd, Peste

### Ganadería

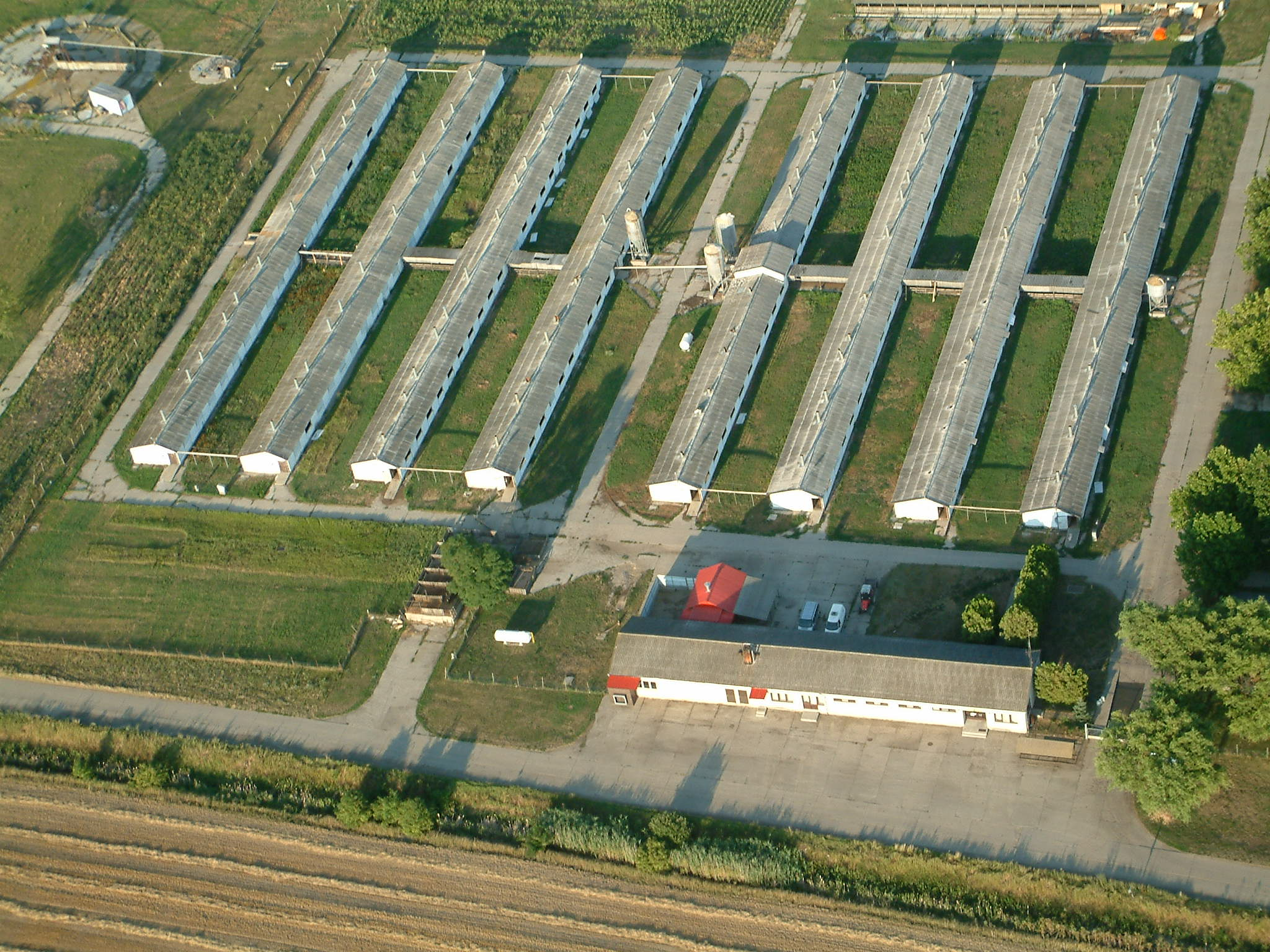
Cría de cerdos en Békés.

En 2019, Hungría produjo 1.9 mil millones de litros de leche de vaca, 462 mil toneladas de cerdo, 335 mil toneladas de carne de pollo, 90 mil toneladas de carne de pato, 78 mil toneladas de  carne de pavo, 30 mil toneladas de carne de res, entre otros.

## Sector secundario

### Industria
El Banco Mundial enumera los principales países productores cada año, según el valor total de la producción. Según la lista de 2019, Hungría tenía la 48.ª industria más valiosa del mundo ($ 28,9 mil millones).
En 2019, Hungría fue el vigésimo primer productor mundial de  vehículos en el mundo (789,8 mil). En la producción de acero, no se encontraba entre las 40 más grandes del mundo. En 2018, el país fue el quinto productor mundial de aceite de girasol y el decimocuarto productor mundial de vino.
De la producción industrial, alrededor del 58 % se destina a la exportación. Las industrias más importantes son la de automoción, electrónica, electricidad, informática, metalúrgica, materiales de construcción, química (especialmente la
farmacéutica) y de alimentación y bebidas.
La presencia en el país de una importante inversión extranjera ha servido para que muchas de estas industrias tengan un comportamiento dinámico, en el que la inversión en actividades productivas y la exportación son determinantes para el crecimiento
económico del conjunto del país.
El equipamiento electrónico y óptico representan la parte con más importancia de la producción. El crecimiento en esta área, se ve impulsado en parte por inversiones extranjeras en campos como telecomunicaciones móviles y otros equipamientos de tecnología avanzada, de los que Hungría se ha convertido un centro especializado en Europa.
El equipamiento para la automoción es el segundo subsector más importante, encabezado por la industria de sus componentes. La producción de automoción (incluyendo sus partes y componentes) representa más del 16% de la producción total del sector secundario. Hungría se ha establecido como base de producción de componentes con costes salariales todavía relativamente bajos en el sector de la fabricación para cadenas de suministro con sede en la UE; los dos inversores principales de la industria de automoción son  Audi propiedad de Volkswagen) y Magyar Suzuki. También destacan las inversiones de la compañía de neumáticos Hankook.
En el sector de las comunicaciones el país se ha convertido en el principal centro de fabricación europeo de teléfonos móviles.
La industria química y farmacéutica también es importante para el país. Muchas farmacéuticas tienen sus propios programas de investigación y desarrollo, pero generalmente tienen un tamaño demasiado pequeño para llevar a cabo programas de investigación a escala suficiente que puedan generar nuevas licencias para medicamentos.
La industria de la construcción representa aproximadamente el 7% del PIB de Hungría, aunque hay variaciones debido a factores estacionales en la contratación. La construcción de vivienda experimentó un boom en 2001-03, debido principalmente a un programa de subvenciones estatales para préstamos hipotecarios que liberó la demanda de inmuebles y viviendas de nueva construcción. Una fuente importante de crecimiento para la industria de la
construcción son las obras públicas, sobre todo la construcción de autopistas. Hay que señalar que el sector depende mucho de la contratación estatal.
Se concentra sobre todo cerca de Budapest.
- Industria farmacéutica: Budapest y Debrecen.
- Electrónica y telecomunicaciones: Székesfehérvár.
- Alimentaria: Budapest, Győr, Nyiregyháza y Szeged.
- Automovilística: Budapest.
- Mecánica: Budapest, Miskolc, Pécs y Tatabánya.
- Química: Szolnok.

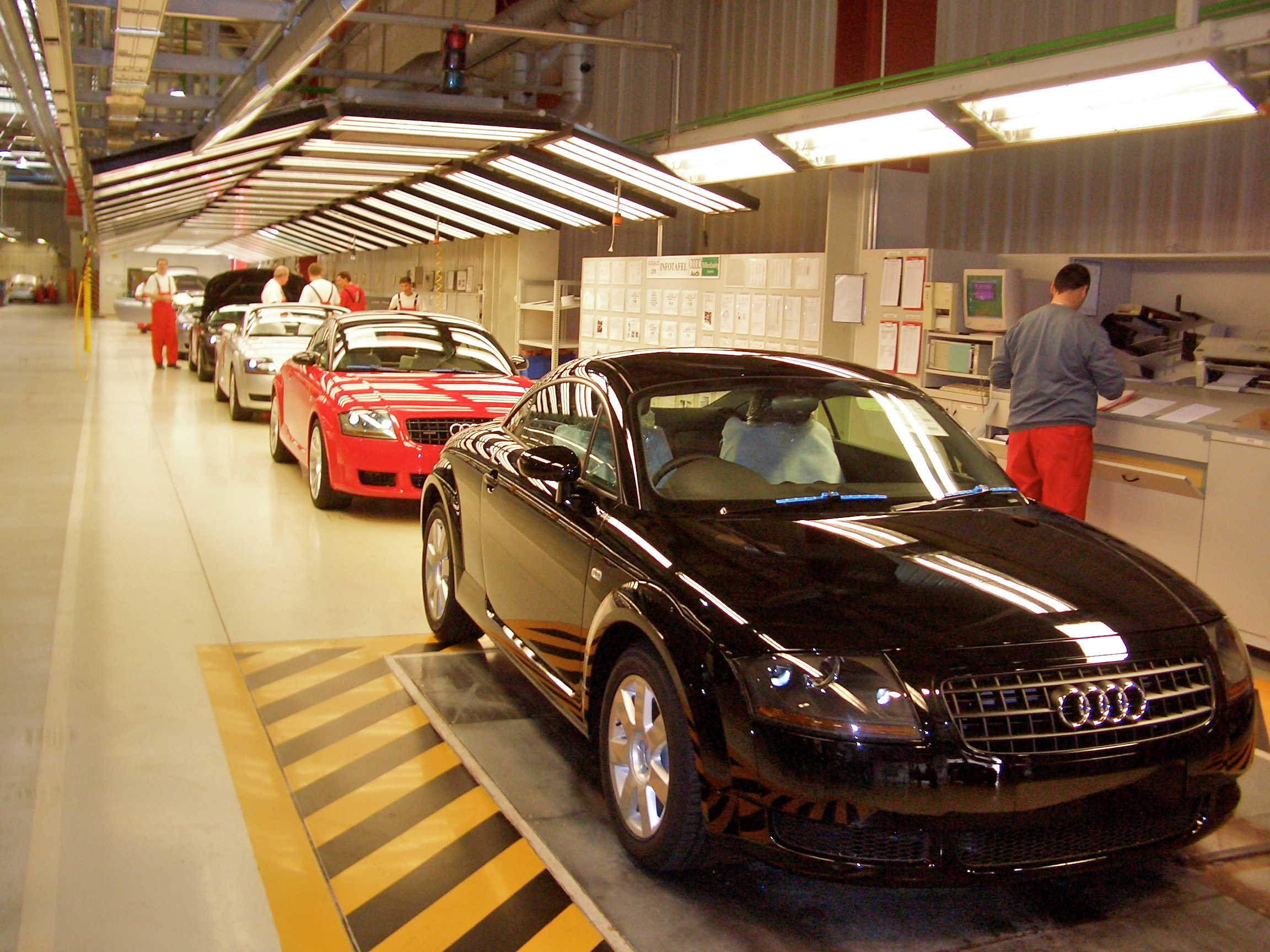
Audi TT montado en Győr
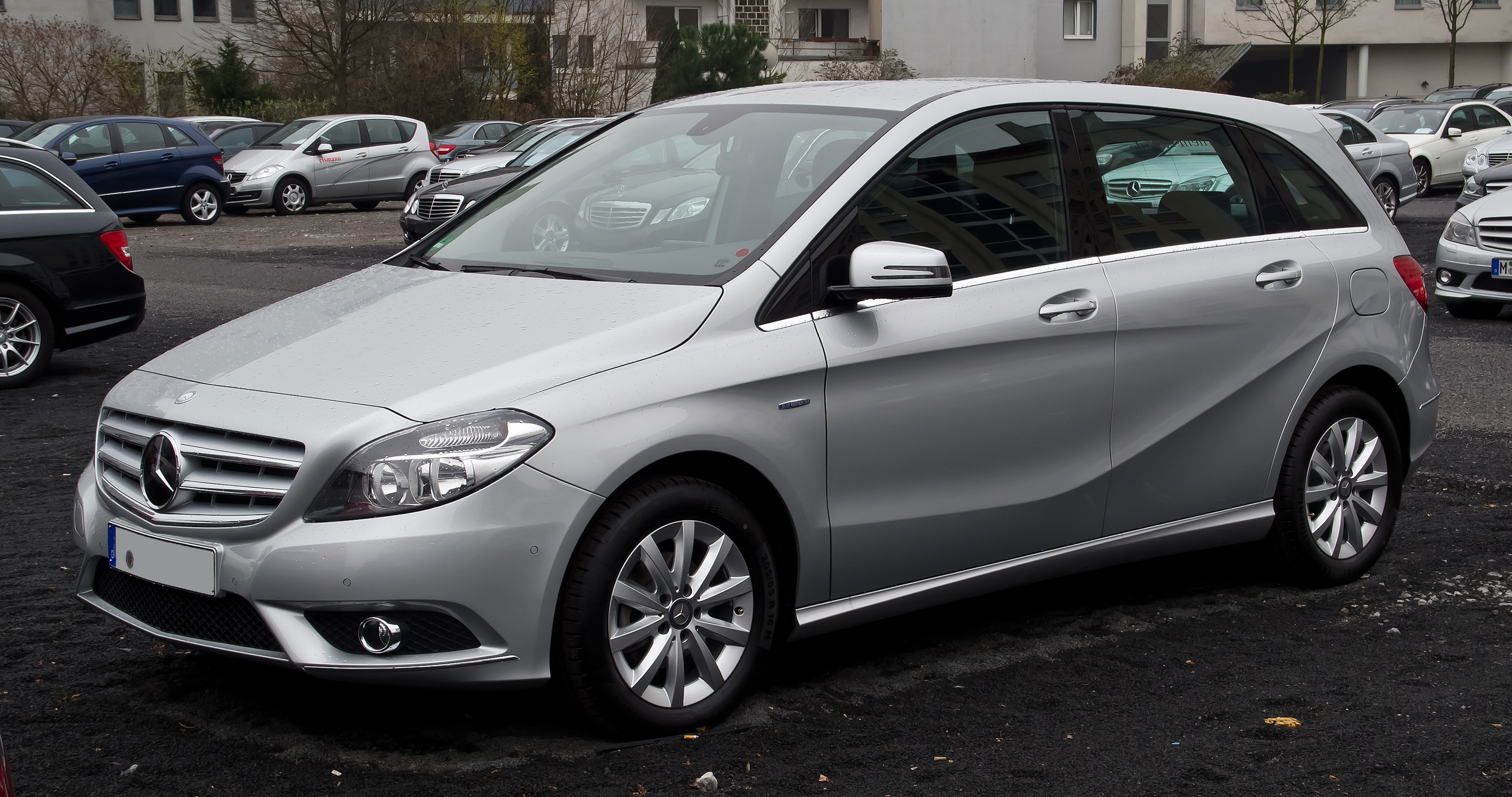
Mercedes-Benz fabricado en Kecskemét
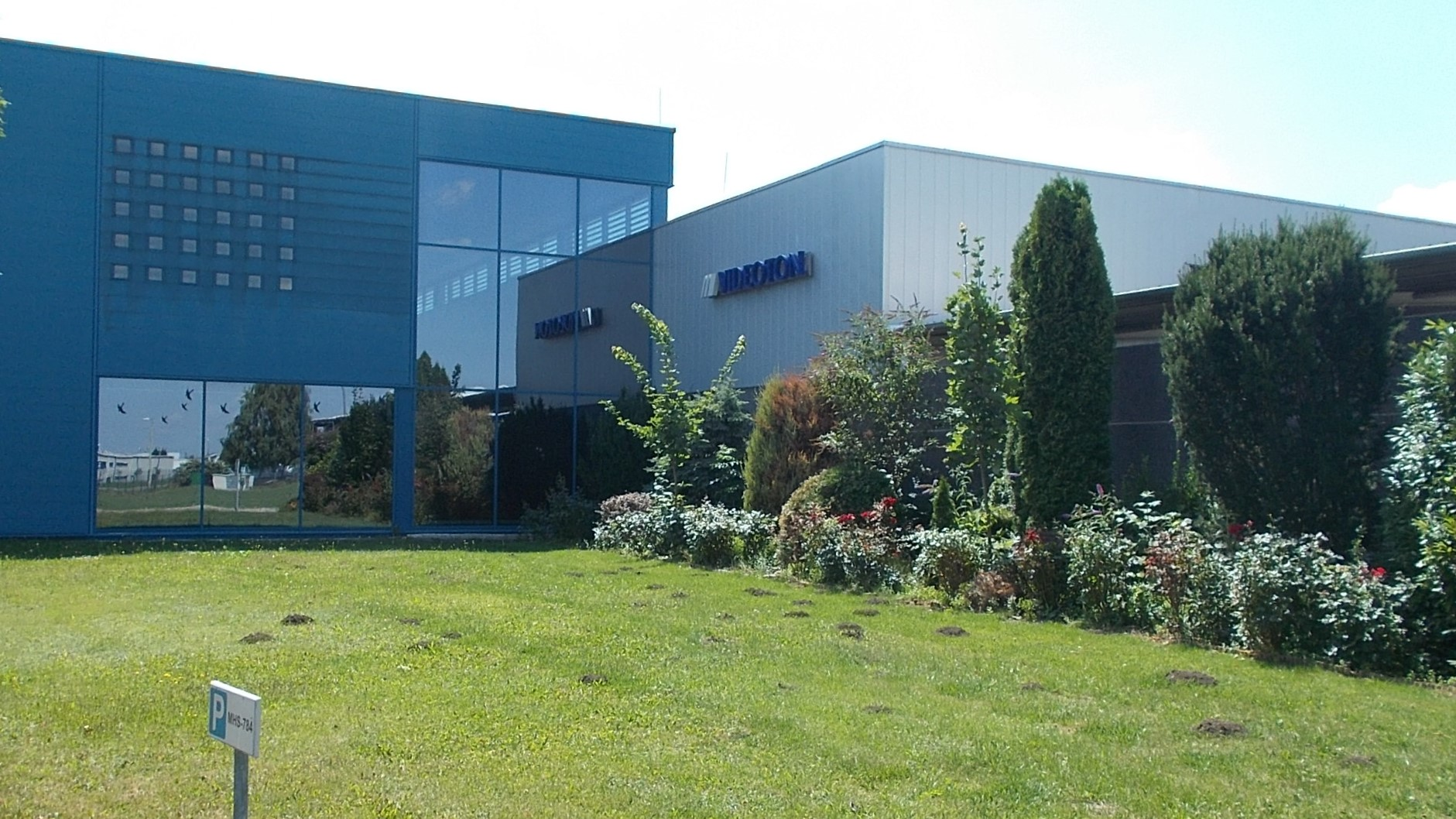
Fábrica de máquinas en Győr
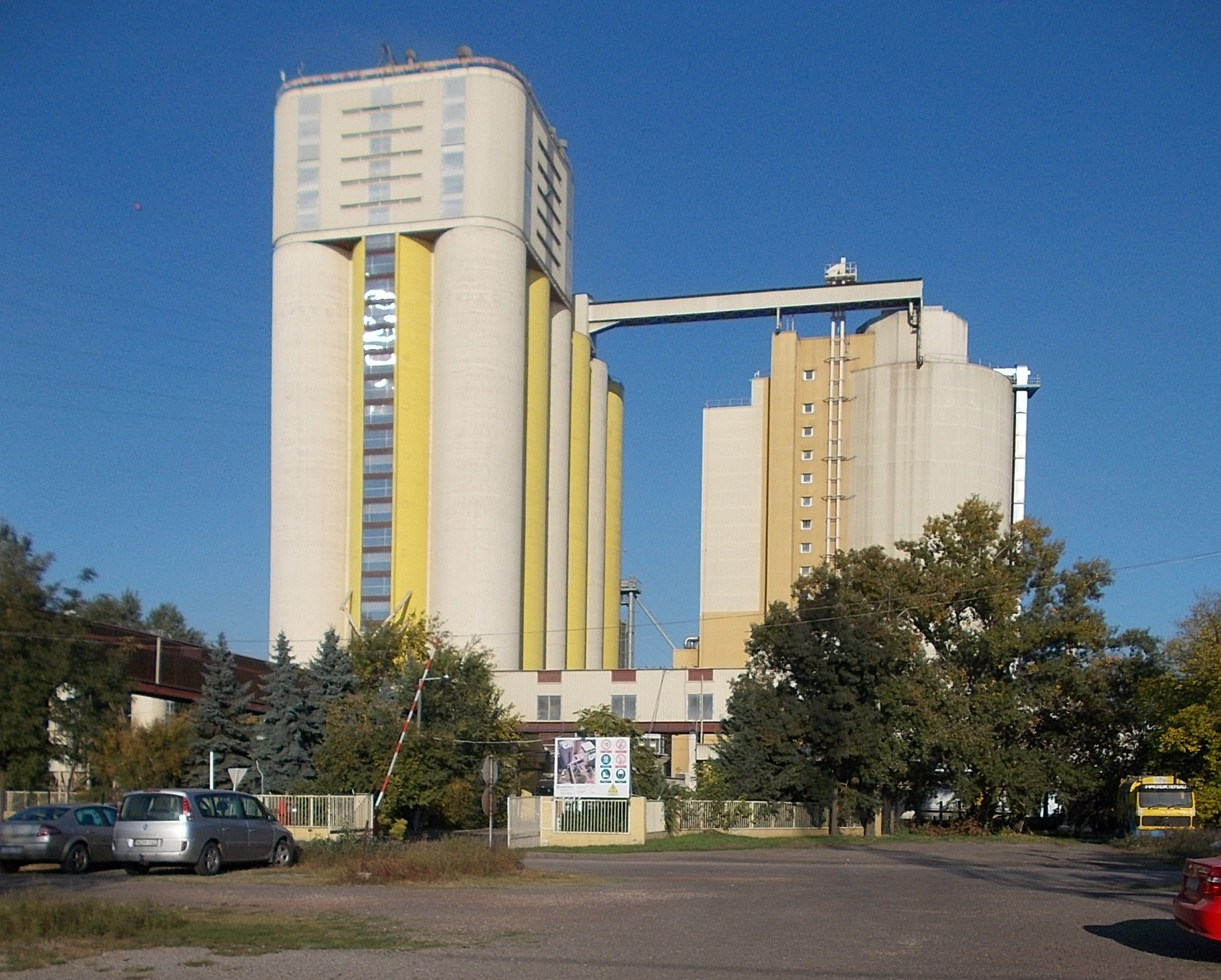
Fábrica de malta en Dunaújváros

### Energía

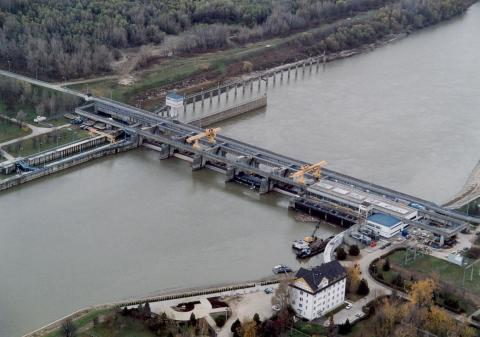
Central Hidroeléctrica Tisza.

En energías no renovables, en 2020, el país fue el 67o productor mundial de petróleo, extrayendo 16.400 barriles / día. En 2011, el país consumió 141.000 barriles / día (68.º mayor consumidor del mundo) mundo). El país fue el 43.er mayor importador de petróleo del mundo en 2013 (115,300 barriles / día). En 2015, Hungría ocupó el puesto 58 mayor productor mundial de gas natural, 1700 millones de m³ por año. En 2019, el país fue el 51o mayor consumidor de gas (9,8 mil millones de m³ por año) y fue el 24o mayor importador de gas del mundo en 2010: 9,6 mil millones de m³ por año. En la producción de carbón, el país ocupó el puesto 26 en el mundo en 2018: 8 millones de toneladas.
En energías renovables, en 2020, Hungría fue el 55.º productor mundial de energía eólica en el mundo, con 0,3 GW de potencia instalada, y el 30.º productor mundial de energía solar, con 1, 9 GW de potencia instalada.

## Sector terciario

### Turismo
En 2018, Hungría fue el país número 23 más visitado del mundo, con 17,1 millones de turistas internacionales. Los ingresos por turismo este año fueron de $ 6,9 mil millones.
Hungría se ha convertido rápidamente en una economía enfocada a los servicios, como el resto de estados de la UE. En términos de ocupación, en 2006 los servicios supusieron aproximadamente el 64% del empleo total.
El turismo goza de una gran oferta en aspectos como cultura y aguas termales. Los ingresos por turismo ascendieron al 4,1% del PIB en 2004. Si las transacciones no oficiales (como alquileres de habitaciones privadas) y el impacto indirecto del sector son tenidas en cuenta, el porcentaje asciende al 9-10%.
En otras áreas del sector servicios, debido a la alta cualificación del personal investigador, Hungría se ha convertido también en un centro de investigación y desarrollo para empresas multinacionales en disciplinas técnicas. Asimismo, el desarrollo de las instituciones financieras hace del país un centro para la canalización de flujos financieros.

### Nivel de vida y perspectivas económicas
Categoría Hungría
| Médicos por 1.000 hab.             | 3,2 | 3,1 |
| Camas en hospitales por 1.000 hab. | 7,9 | 3,9 |
| Automóviles por 1.000 hab.         | 272 | 472 |
| Teléfonos por 1.000 hab.           | 374 | 431 |
| Teléfonos móviles por 1.000 hab.   | 498 | 655 |
| Radios por 1.000 hab.              | 690 | 333 |
| Televisores por 1.000 hab.         | 437 | 591 |
| Ordenadores por 1.000 hab.         | 100 | 168 |

## Crisis de 2008-2009

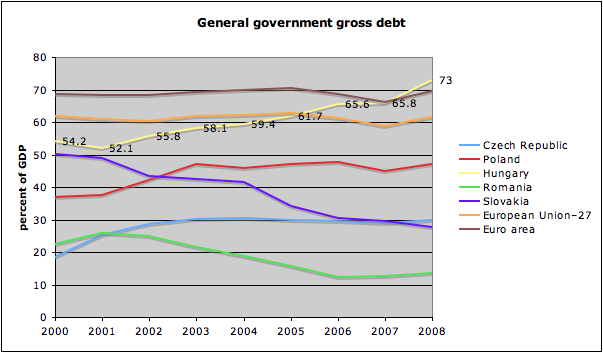
Deuda del gobierno húngaro comparada con la de otros países.

Desde el régimen comunista, Hungría contaba con una gran deuda pública, que la transición hacia el libre mercado no logró erradicar del todo. Con el cambio al sistema de producción capitalista, el país magiar siguió cometiendo algunos errores que son un antecedente claro de la crisis.
Macroeconómicamente, Hungría no se encontraba en óptimas condiciones. Comparado con el grupo de Visegrad, el crecimiento en el PIB era muy lento, de apenas un 2% frente al 7% de este grupo; mientras que por otro lado Hungría registraba una inflación por encima del 7%, comparado con el 3% del V3.
A esta situación macroeconómica se le suman los elevados gastos del gobierno, que en 2006 eran del 51% del PIB. Otro problema era la deuda pública, que en sus tiempos más críticos llegó a representar el 90%, que en 2001 logró disminuirse hasta el 50%. Sin embargo, a partir de 2002 se dieron unas políticas económicas que hicieron que la deuda volviera a aumentar hasta llegar a representar el 65%. Como comparación, en ese mismo año la deuda de la República Checa y Eslovaquia era menor al 30% y la de Polonia rondaba el 50%.
En 2002 también se dieron las elecciones parlamentarias en este país, de las cuales resultó ganador el Partido Socialista Húngaro con el 40% de los votos, que representó un total de 178 escaños de los 386 totales. Con el partido socialista como el mayoritario se aprobaron varias medidas que aumentaron el gasto público, como el aumento del salario en un 50% de todos los funcionarios públicos y la creación de un mes 13 para la entrega de pensiones.[cita requerida]
Igualmente, para avanzar más rápido hacia la adopción del euro se creó la falsa imagen de un florín húngaro fuerte a través de la utilización de una banda de flotación en la que el florín se movía solo en un 2,25%. Si bien esta banda ayudó a proteger al país de los ataques especulativos de 2003, en 2008 el costo de preservarla ya era muy alto.
El último detonante de la crisis húngara no vino desde el Estado, sino desde los bancos privados. Debido a la poca confianza que los bancos tenían en el florín y a sus asociaciones con otros bancos europeos, los créditos no se expedían en florines, sino que eran otorgados en euros o francos suizos.
Así, con estos antecedentes surge el primer síntoma de la crisis en febrero de 2008, cuando el Banco Central Húngaro anunció que le resultaba imposible seguir manteniendo la banda de flotación habitual del 2,25%, y que la harían más ancha hasta abarcar un 15%.
En octubre de ese mismo año, cuando ya se hacía notar en todo el mundo la crisis financiera el florín húngaro empezó a devaluarse y a perder poder frente al euro y al franco suizo, por lo que el monto a pagar de los particulares por sus créditos aumentó exponencialmente: el euro pasó de cotizarse en un euro por 230 florines a un euro por 305 florines. La crisis ya había empezado.
Así, el 10 de octubre el Banco Central Húngaro buscó la liquidez en el mercado doméstico de cambio de divisas, por lo que realizó un pedido de 5 mil millones de euros al Banco Central Europeo. Sin embargo, el 20 de octubre el gobernador del Banco Central Húngaro salió a decir que este fondo de 5 mil millones de euros no sería accesible inmediatamente, por lo que hubo un temor y una desconfianza entre las personas. Así, al siguiente día, el florín siguió actuando mal en las bolsas cambiaras, por lo que el BCH decidió aumentar la tasa de interés hasta un 11,5 para intentar estabilizar el florín. Todas estas acciones hicieron que las calificadoras bajaran de rango a la deuda de Hungría, sembrando aún más la desconfianza entre las personas.
Los bonos de deuda húngara estaban en su mayoría en poder de extranjeros, que con la depreciación del florín y las malas perspectivas buscaron venderlos antes de que las cosas empeorara en este país, y pronto el mercado de compradores de bonos de deuda se secó.
Con todos estos ya visibles síntomas de crisis, el Fondo Monetario Internacional decidió actuar y aprobó un programa de rescate por un montante de 15 mil millones de euros, a los cuales siguieron otros 8,4 de la Unión Europea y 1,3 del Banco Mundial. Con esto, el FMI empezó a realizar políticas de reajuste estructural en Hungría, entre las que destaca la reducción del gasto del gobierno y de las pensiones, la recapitalización de algunos bancos elegibles y el fortalecimiento de instituciones para el manejo de crisis.
Con estas fuertes medidas, la economía húngara empezó a recuperarse lentamente, pero con grandes costos. De febrero de 2008 a febrero de 2009, la economía húngara decreció en un 6% y el desempleo aumentó hasta alcanzar la cantidad del 9.9% de la población laboral. Para septiembre de ese año las cosas empezaron a pintar bien para Hungría, ya que la tasa cambiara con el euro logró estabilizarse en un euro por 270 florines y la inflación llegó a niveles menores a los esperados por el FMI.
Políticamente, el presidente de Hungría Laszlo Solyom quedó desprestigiado, tanto por no prevenir la crisis antes de que fuera tan grave como por haber accedido tan fácil a las imposiciones del FMI. Así, tras diez años de haber tenido presidentes sin afiliación política, en 2010 los húngaros deciden votar por el partido democristiano Fidesz, eligiendo así como presidente a Pal Schmitt.

## Comercio exterior

### Importaciones
Se presenta a continuación tabla con las mercaderías de mayor peso en las importaciones de Hungría para el periodo 2010-hasta abril de 2015. Las cifras expresadas son en dólares estadounidenses valor FOB.

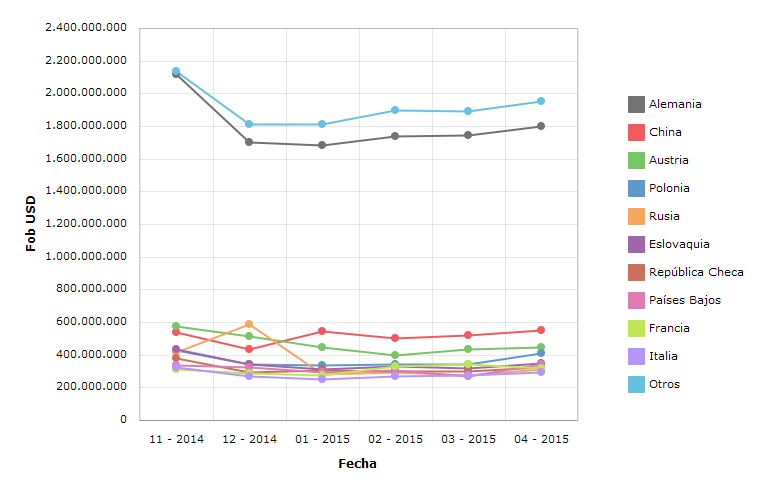
Importaciones del periodo noviembre 2014-abril de 2015 expresadas en valor FOB

| Fecha Mercadería por capítulo arancelario                                                                           | 2010           | 2011           | 2012           | 2013           | 2014           | enero-abril de 2015 |
| --- | -------------- | -------------- | -------------- | -------------- | -------------- | ------------------- |
| 85 - máquinas, aparatos y material eléctrico, y sus partes                                                          | 24.045.762.990 | 22.757.189.511 | 20.031.240.297 | 20.048.350.756 | 19.387.850.493 | 5.844.899.441       |
| 84 - calderas, máquinas, aparatos y artefactos mecánicos; partes de estas máquinas o aparatos                       | 11.020.022.392 | 12.706.923.001 | 12.660.834.707 | 14.265.291.379 | 15.567.458.183 | 4.820.251.673       |
| 27 - combustibles minerales, aceites minerales y productos de su destilación; materias bituminosas; ceras minerales | 9.202.532.320  | 11.755.747.545 | 11.849.794.959 | 12.243.151.864 | 12.318.476.213 | 2.314.236.072       |
| 87 - vehículos automóviles, tractores, velocípedos y demás vehículos terrestres, sus partes y accesorios            | 5.127.350.673  | 6.090.572.893  | 5.684.106.335  | 6.829.998.181  | 8.577.530.731  | 2.625.957.563       |
| 39 - plásticos y sus derivados                                                                                      | 2.926.558.837  | 3.430.923.915  | 3.403.936.137  | 3.717.032.401  | 4.073.955.669  | 1.188.581.159       |
| 30 - medicamentos envasados                                                                                         | 3.005.054.145  | 3.763.558.374  | 3.457.355.547  | 3.291.349.105  | 3.342.040.103  | 1.241.701.962       |
| 72 - hierro y acero de fundición                                                                                    | 1.509.616.848  | 1.976.756.148  | 1.960.385.298  | 2.283.614.670  | 2.214.973.994  | 550.860.679         |
| 73 - manufacturas de hierro o acero                                                                                 | 1.682.192.697  | 1.905.963.475  | 1.782.733.088  | 1.991.822.744  | 2.122.331.840  | 640.745.304         |
| 76 - aluminio y sus manufacturas                                                                                    | 1.516.607.699  | 1.937.428.465  | 1.657.802.670  | 1.651.105.843  | 1.690.680.606  | 559.573.127         |
| 40 - caucho y sus manufacturas                                                                                      | 1.188.403.701  | 1.654.023.884  | 1.698.200.780  | 1.830.190.843  | 1.861.474.436  | 563.889.572         |
| Demás capítulos | 17.354.649.505 | 20.228.010.973 | 19.544.152.692 | 21.093.290.458 | 22.687.276.620 | 6.728.253.662       |
| Total | 78.578.751.808 | 88.207.098.183 | 83.730.542.508 | 89.245.198.244 | 93.844.048.889 | 27.078.950.214      |

### Exportaciones
Se presentan a continuación los principales socios comerciales de Hungría para el periodo 2010-hasta abril de 2015. Nueve de los diez importadores con mayor ponderación se encuentran en Europa.

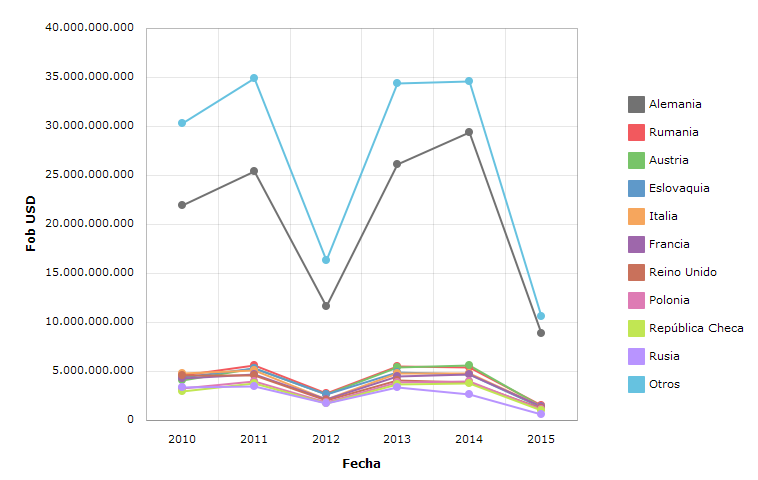
Exportaciones del periodo 2010-hasta abril de 2015 expresadas en valor FOB

| Fecha País importador | 2010           | 2011            | 2012           | 2013            | 2014            | enero-abril de 2015 |
| --------------------- | -------------- | --------------- | -------------- | --------------- | --------------- | ------------------- |
| Alemania              | 21.965.977.578 | 25.382.103.781  | 11.596.106.413 | 26.128.509.572  | 29.396.247.418  | 8.852.782.141       |
| Rumania               | 4.642.400.753  | 5.572.086.248   | 2.721.439.139  | 5.493.677.906   | 5.416.261.684   | 1.550.880.739       |
| Austria               | 4.130.920.776  | 5.322.502.897   | 2.655.909.280  | 5.432.186.279   | 5.569.028.577   | 1.432.370.008       |
| Eslovaquia            | 4.392.104.025  | 5.332.624.346   | 2.606.319.980  | 4.929.803.612   | 4.723.733.952   | 1.310.535.600       |
| Italia                | 4.817.008.351  | 5.058.076.462   | 2.145.119.589  | 4.788.571.948   | 4.794.384.760   | 1.456.844.673       |
| Francia               | 4.304.196.816  | 4.699.682.000   | 2.189.711.539  | 4.503.250.311   | 4.698.955.631   | 1.476.918.709       |
| Reino Unido           | 4.641.568.199  | 4.611.843.818   | 1.999.043.486  | 4.059.809.516   | 3.835.530.274   | 1.257.222.416       |
| Polonia               | 3.249.188.024  | 3.976.457.692   | 1.795.319.875  | 3.923.178.876   | 3.969.007.085   | 1.165.125.815       |
| República Checa       | 2.990.201.004  | 3.771.740.907   | 1.691.223.499  | 3.658.779.967   | 3.766.618.029   | 1.068.017.933       |
| Rusia                 | 3.379.354.518  | 3.499.784.141   | 1.693.588.615  | 3.341.416.240   | 2.690.826.830   | 571.105.508         |
| Resto del mundo       | 30.275.266.770 | 34.917.834.851  | 16.306.620.377 | 34.426.218.084  | 34.583.354.382  | 10.595.140.931      |
| Total                 | 88.788.186.814 | 102.144.737.143 | 47.400.401.792 | 100.685.402.311 | 103.443.948.624 | 30.736.944.472      |